# (887) Алинда
(887) Алинда (лат. Alinda) — околоземный астероид из группы Амура (III). Открыт 3 января 1918 года немецким астрономом Максом Вольфом в обсерватории Хайдельберг-Кёнигштуль, Германия.
Согласно мифологии австралийских аборигенов, Алинда — это человек в Луне. Он утопил своих двух сыновей, когда те вернулись с рыбалки и солгали, что ничего не поймали. После этого Алинду сожгли две его жены. Согласно альтернативной версии имени астероида, Алинда — название древнего города в Карии.

## Характеристики

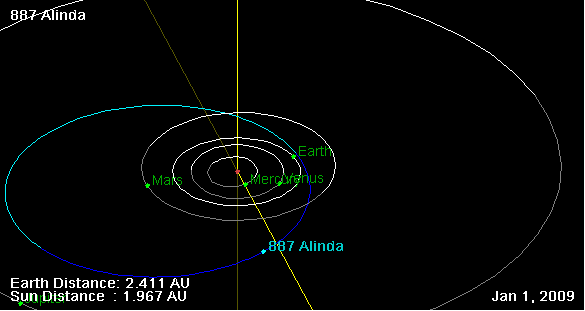
Орбита астероида Алинда, и его положение в Солнечной системе на 01.01.2009 г. Рисунок NASA JPL Small Body Orbit Viewer applet

Алинда является родоначальником одноимённого семейства астероидов, движущихся в орбитальном резонансе с Юпитером приблизительно 1 к 3. Кроме того, сам астероид движется также в орбитальном резонансе с Землёй приблизительно 1:4 На примере Алинды и другого астероида, (1915) Кетцалькоатль, подтвердилось существование группы астероидов, связанных с люками Кирквуда (то есть находящихся в резонансном движении с Юпитером)
На основании исследования астероидов Алинда и (2062) Атон, афелий которого находится вблизи перигелия Алинды (и вблизи орбиты Земли), учёные предположили, что орбиты подобных им объектов могли сформироваться в результате столкновения около 1400 лет назад, с возможным участием других околоземных мелких объектов, включая метеорный поток Квадрантиды.
Астероид в перигелии сближается с орбитой Земли, в афелии проходит через Главный пояс астероидов, оборачиваясь вокруг Солнца за 3,90 года.